# شورلت اس-۱۰ بلیزر
شورلت اس-۱۰ بلیزر (به انگلیسی: Chevrolet S-10 Blazer) خودرویی است که در سال‌های ۱۹۸۳ تا ۲۰۰۵ تولید شده‌است. طراحی آن موتور جلو-چهار چرخ محرک بوده‌است. سیستم جعبه‌دندهٔ آن ۵ دنده به دو صورت خودکار و دستی است.

## نگارخانه

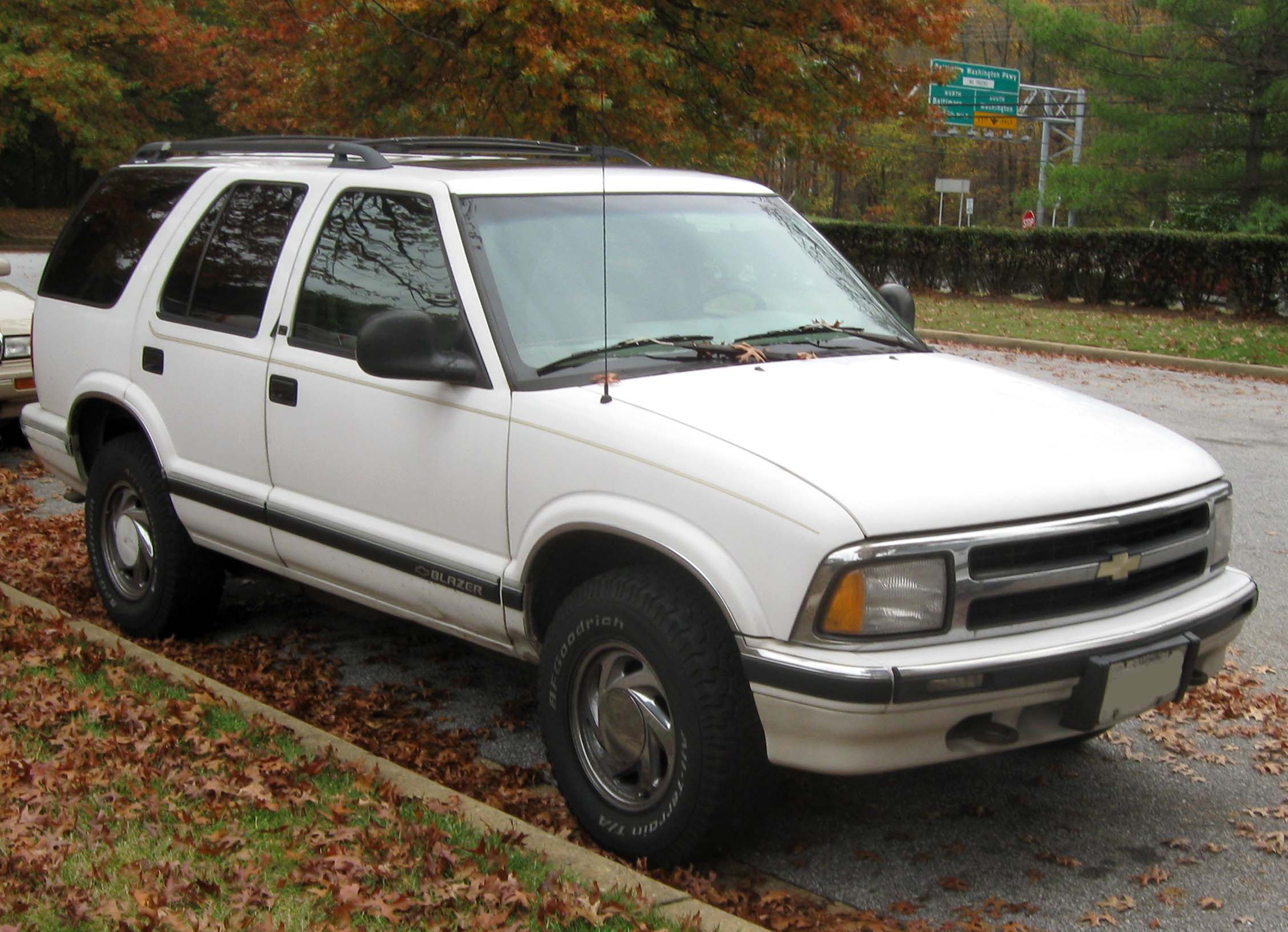
شورلت اس-۱۰ بلیزر ۴ در تولید ۱۹۹۵ تا ۱۹۹۷
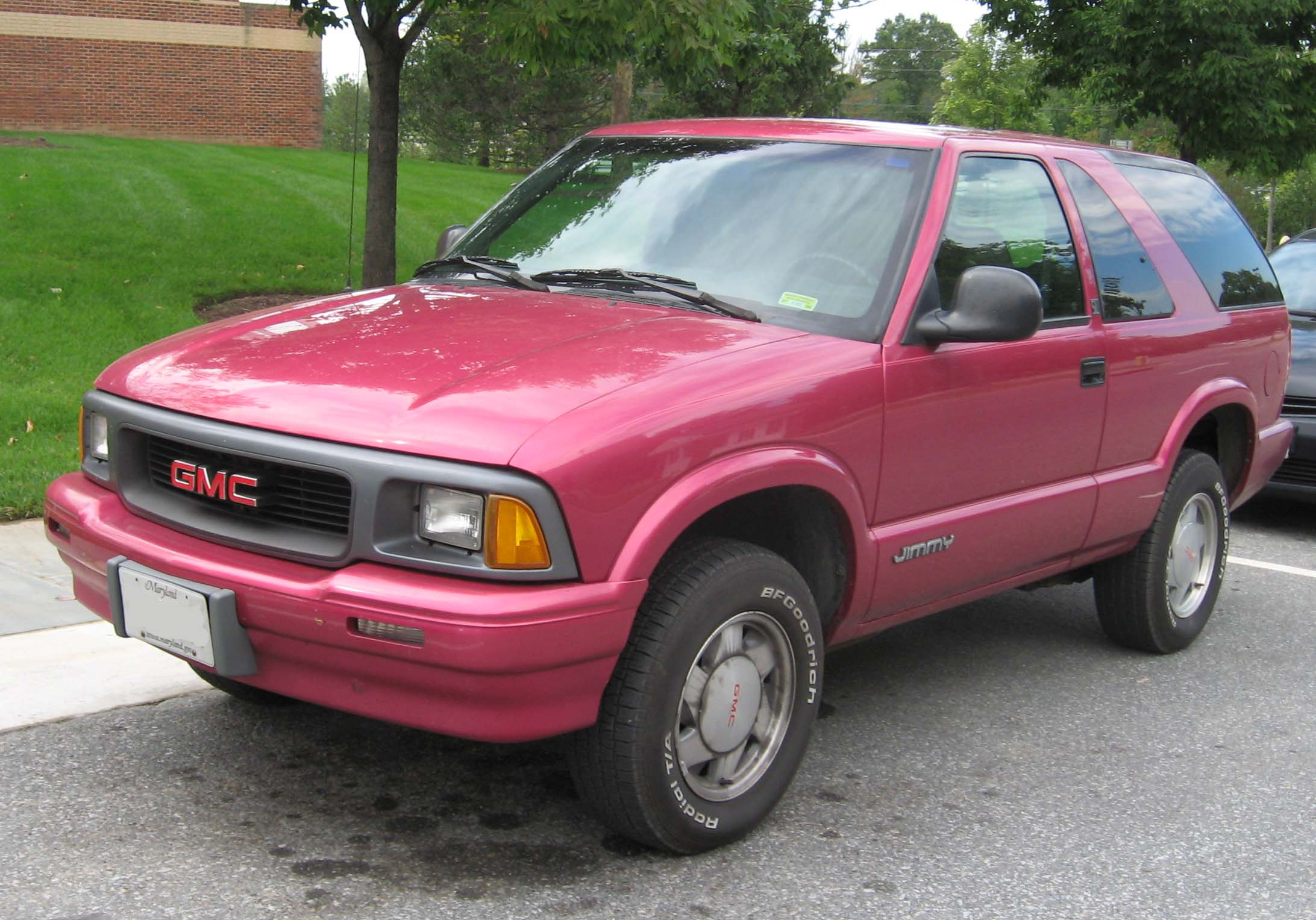
جی‌ام‌سی اس-۱۵ جیمی ۲ در تولید ۱۹۹۵ تا ۱۹۹۷
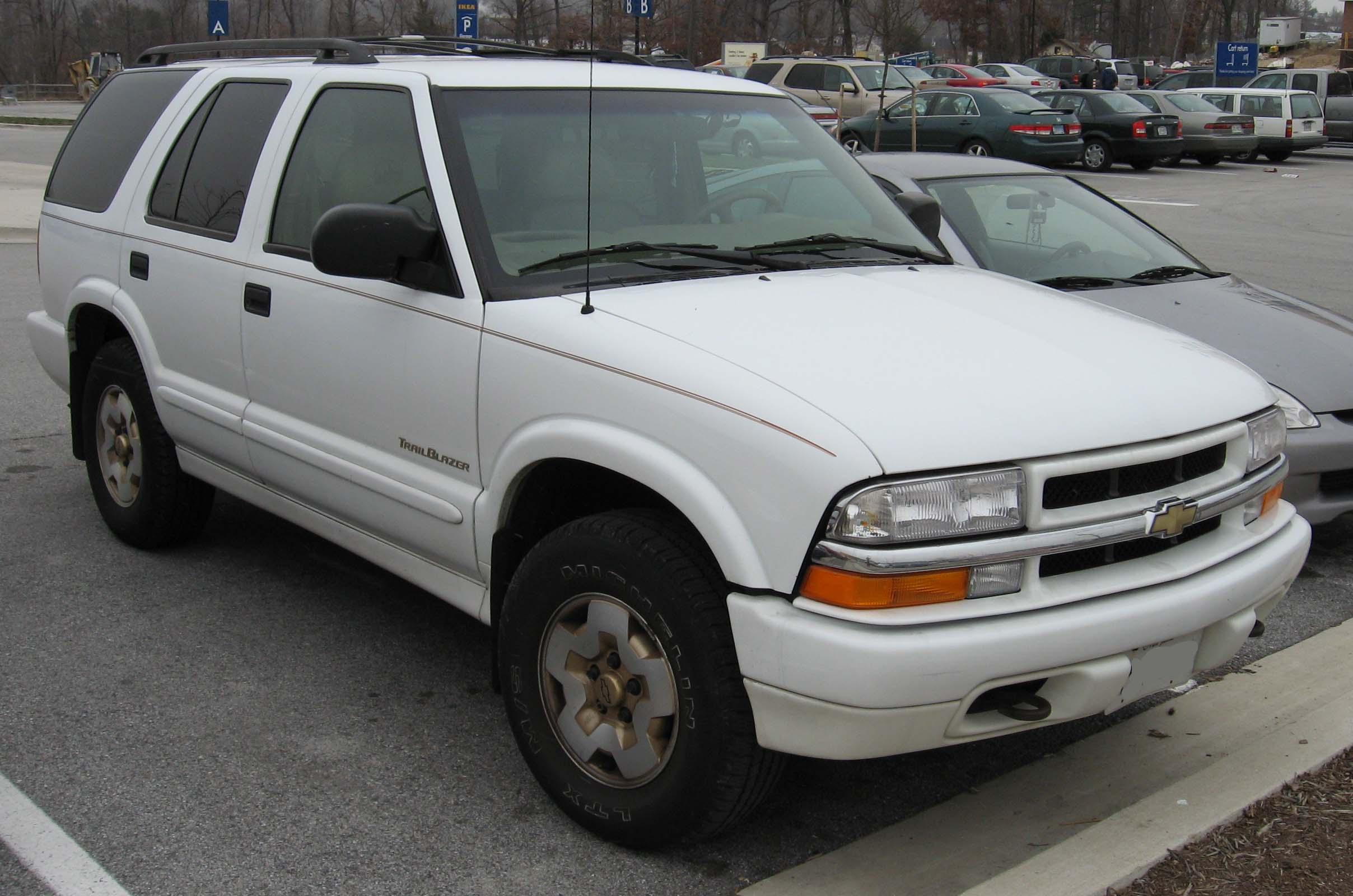
شورلت اس-۱۰ بلیزر تولید ۱۹۹۹ تا ۲۰۰۱ با بستهٔ ظاهری تریل‌بلیزر
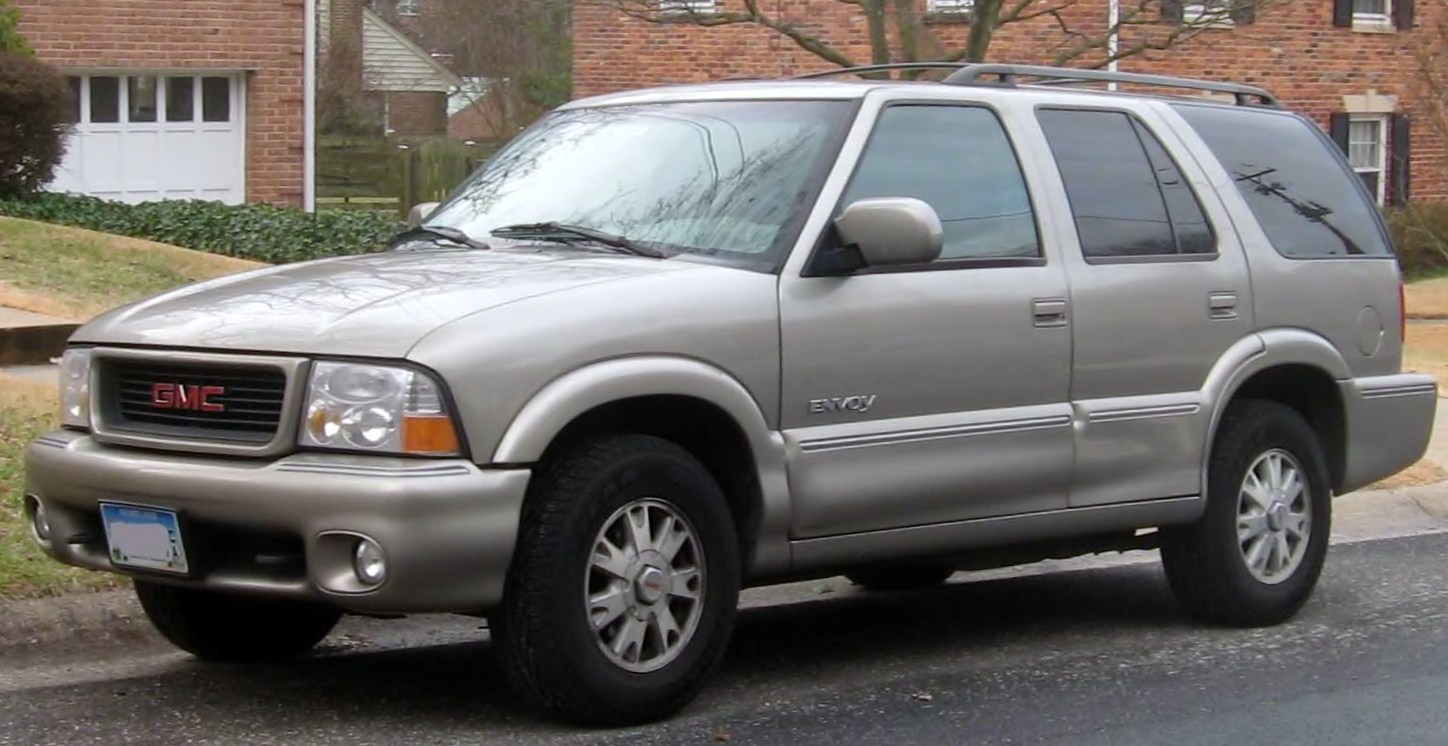
جی‌ام‌سی جیمی تولید ۱۹۹۸ تا ۲۰۰۰ با بستهٔ ظاهری انووی
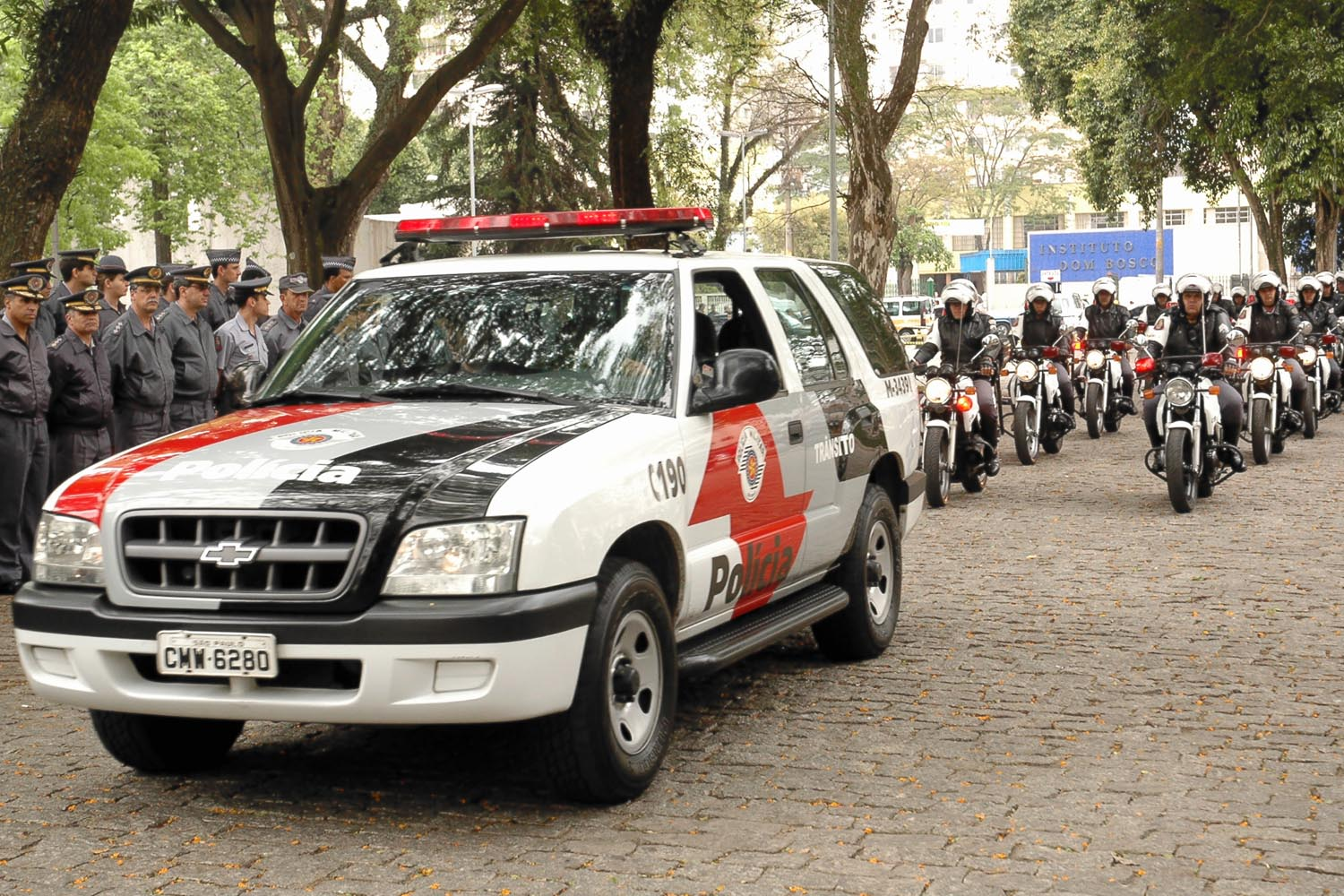
خودروی پلیس شورلت بلیزر در پایگاه پلیس سائو پائولو
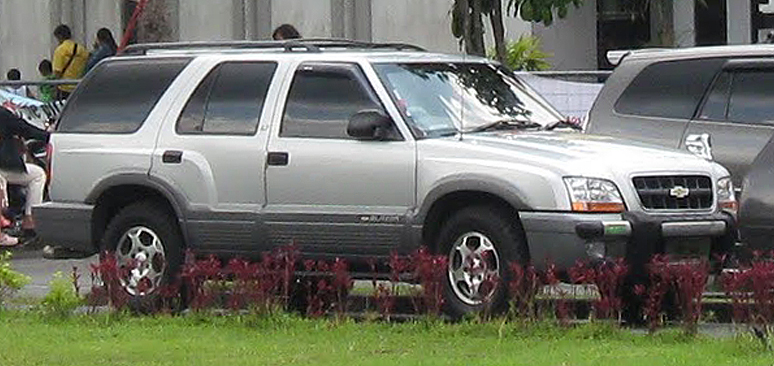
شورلت بلیزر تولید اندونزی